# Lactiforis tropicalis
Lactiforis tropicalis is een slakkensoort uit de familie van de Amphibolidae. De wetenschappelijke naam van de soort is voor het eerst geldig gepubliceerd in 2007 door Golding, Ponder & Byrne.